# Dieter Meier
Dieter Meier, född 4 mars 1945 i Zürich, är en schweizisk musiker. Han är sångare och textförfattare i musikgruppen Yello.